# Vikramarkudu
Vikramarkudu é um filme de ação indiano de 2006, dirigido por S. S. Rajamouli, que o co-escreveu com V. Vijayendra Prasad. O filme é estrelado por Ravi Teja e Anushka Shetty. Segue-se um ladrão que descobre uma garota insistindo que ele é seu pai, enquanto uma série de eventos conecta sua vida ao pai real dela, que é seu sósia. A música do filme foi composta por M. M. Keeravani com fotografia e edição de Sarvesh Murari e Kotagiri Venkateswara Rao respectivamente.
Vikramarkudu foi lançado em 23 de junho de 2006 com 180 impressões em todo o mundo. Feito com um orçamento de ₹ 11 crore (US$ 2,4 milhões), Vikramarkudu foi comercialmente blockbuster ganhando uma parte dos distribuidores de ₹ 23 crore (US$ 5,1 milhões). O filme foi exibido no Festival Internacional de Cinema da Índia na seção mainstream.
O filme foi refeito em canareso como Veera Madakari (2009), em tâmil como Siruthai (2011), em hindi como Rowdy Rathore (2012), em bengali indiano como Bikram Singha (2012) e duas vezes em bengali de Bangladesh como Ulta Palta 69 (2007) e Action Jasmine (2015).

## Elenco
- Ravi Teja em um papel duplo como ACP Vikram Singh Rathore IPS e Athili Sathi Babu
- Anushka Shetty como Neeraja Goswami
- Baby Neha como Neha Singh Rathore, filha de Vikram
- Vineet Kumar como Bavuji
- Ajay como Titla, irmão de Bavuji
- Brahmanandam como Duvva Abbulu
- Rajiv Kanakala como Inspetor Mahanthi
- Ruthika como Razia
- Amit Tiwari como Munna, filho de Bavuji
- Raghu Babu como cunhado de Bavuji
- Jaya Prakash Reddy como Ministro do Interior
- Madhuri Sen como esposa do inspetor Mahanti
- Chatrapathi Sekhar
- Prabhas Sreenu como capanga de Bavuji
- Jyothika como Chithra, esposa de ASP Vikram Singh Rathore
- Prakash Raj como DGP (participação especial)
- Meghna Naidu como dançarina de bar (participação especial na música "Vastavaa")
- Kausha Rach como tenista (participação especial na música "College Papala")

## Produção
As filmagens foram interrompidas por trabalhadores da pedreira que começaram a atirar pedras na unidade do filme, danificando a maior parte do equipamento e ferindo alguns membros da equipe de filmagem, incluindo o diretor Rajamouli. Os trabalhadores da pedreira foram solicitados, pelo gestor da pedreira, a interromper o trabalho e abandonar a área, para a filmagem de determinadas cenas. O que começou como um pequeno desentendimento entre o gerente e os trabalhadores aumentou com os trabalhadores jogando pedras, mesmo quando a equipe de filmagem estava saindo da pedreira em seus veículos. Os tripulantes feridos foram internados no hospital Apollo. O diretor Rajamouli sofreu uma fratura na mão. Foi apresentada uma queixa formal contra os trabalhadores da pedreira e o seu proprietário.

## Recepção

### Bilheteria
O filme foi um sucesso comercial e foi uma das maiores bilheterias do cinema telugu em 2006. e uma exibição teatral de 100 dias em 54 centros. Vikramarkudu ganhou uma parte dos distribuidores de {INR} 19 crore (US$ 4,2 milhões) e arrecadações brutas mundiais de mais de ₹ 25 crore (US$ 5,5 milhões).

### Resposta crítica
Recebeu críticas positivas dos críticos. Idlebrain escreveu: "No geral, Vikramarkudu é outro grande sucesso de bilheteria do estábulo de Rajamouli". Totaltollywood escreveu: "A primeira metade do filme entra em modo de entretenimento total. A segunda metade entra em ação, mas os valores de entretenimento são mantidos no mesmo nível." Sify escreveu: "No geral, Vikramarkudu é um artista masala e é um bom timepass." Nowrunning escreveu: "Assistir Vikramarkudu é como comer um prato de Mirchi Bhajji no carrinho de mão da estrada." Fullhyd escreveu: "Vikramarkudu é como um daqueles pratos que cheiram bem durante o cozimento, mas simplesmente não têm o mesmo sabor no final. O filme constrói assiduamente sua história até o topo com sua adrenalina bombeando em todos os cilindros, mas não sabe muito bem como lidar com isso". Cinegoer escreveu: "Uma coisa é que Vikramarkudu nunca te entedia. Ele vai te manter grudado na tela, porque tantas coisas acontecem o tempo todo e a narrativa se move rapidamente."